# Motivacions newtonianes de la relativitat general
Alguns dels conceptes bàsics de la relativitat general es poden esbossar fora del domini relativista. En particular, la idea que massa-energia genera curvatura a l'espai i que la curvatura afecta el moviment de les masses es pot il·lustrar en un entorn newtonià. Utilitzem òrbites circulars com a prototip. Això té l'avantatge que coneixem la cinètica de les òrbites circulars. La qual cosa ens permet calcular directament la curvatura de les òrbites a l'espai i comparar els resultats amb les forces dinàmiques.

## L'equivalència de la massa gravitatòria i la inercial
Una característica única de la força gravitatòria és que tots els objectes massius acceleren de la mateixa manera en un camp gravitatori. Això s'expressa sovint com "La massa gravitatòria és igual a la massa inercial". Això ens permet pensar en la gravetat com una curvatura de l'espai-temps.

## Prova de planitud en l'espai-temps
Si els camins inicialment paral·lels de dues partícules a les geodèsiques properes romanen paral·lels amb certa precisió, aleshores l'espai-temps és pla fins a aquesta precisió.

## Dues partícules properes en un camp gravitatori radial

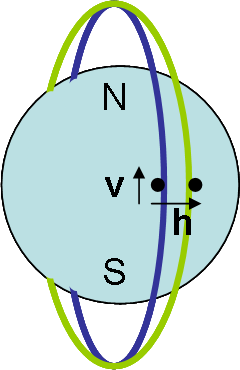
Òrbites circulars amb el mateix radi.

### Mecànica newtoniana per a òrbites circulars

#### Les equacions geodèsicas i de camp per a òrbites circulars
Considerant la situació en què hi ha dues partícules en òrbites polars circulars properes de la Terra al radi {\displaystyle r} i velocitat {\displaystyle v}. Com que les òrbites són circulars, la força gravitatòria sobre les partícules ha de ser igual a la força centrípeta,
{\displaystyle {v^{2} \over r}={GM \over r^{2}}}
on G és la constant gravitatòria i {\displaystyle M} és la massa de la terra.
Les partícules executen un moviment harmònic simple sobre la terra i entre elles. Es troben a la seva màxima distància l'un de l'altre quan creuen l'equador. Les seves trajectòries es creuen als pols.
A partir de la llei de la gravitació de Newton el vector de separació {\displaystyle \mathbf {h} } es pot demostrar que ve donada per l'"equació geodèsica"

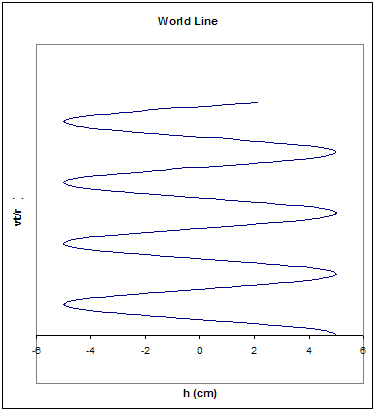
La posició de la partícula en moviment respecte a la partícula en repòs en el marc de referència en moviment conjunt.

{\displaystyle {d^{2}\mathbf {h}  \over d\tau ^{2}}+R\mathbf {h} =0}
on {\displaystyle R={1 \over r^{2}}{v^{2} \over c^{2}}} és la curvatura de la trajectòria i {\displaystyle \tau =ct} és la velocitat de la llum c vegades el temps.
La curvatura de la trajectòria la genera la massa de la terra {\displaystyle M}. Això es representa per l'"equació de camp"
{\displaystyle R={GM \over {r^{3}}}}
En aquest exemple, l'equació de camp és simplement una declaració del concepte newtonià que la força centrípeta és igual a la força gravitatòria per a òrbites circulars. Ens referim a aquesta expressió com una equació de camp per tal de destacar les similituds amb l'equació de camp d'Einstein. Aquesta equació té una forma molt diferent de la llei de Gauss, que és la caracterització habitual de l'equació de camp en la mecànica newtoniana.

### Moviment general en el camp gravitatori terrestre

#### Trajectòries el·líptiques i hiberbòliques

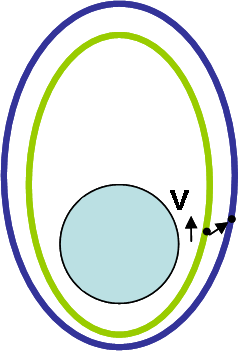
Òrbites el·líptiques coplanars. La partícula de l'òrbita exterior viatja més lentament que la partícula de l'òrbita interior. Amb el temps es separaran.

De manera més general, les partícules es mouen en trajectòries el·líptiques o hiberbòliques en un pla que conté el centre terrestre. Les òrbites no han de ser circulars. També es poden obtenir equacions geodèsiques i de camp intuïtives en aquestes situacions [Ref 2, Capítol 1]. A diferència de les òrbites circulars, però, la velocitat de les partícules en trajectòries el·líptiques o hiperbòliques no és constant. Per tant, no tenim una velocitat constant amb la qual escalar la curvatura. Per tant, en previsió de la transició a la mecànica relativista, les trajectòries i les curvatures s'escalen amb la velocitat de la llum. {\displaystyle c}.
De la llei de la gravitació de Newton
{\displaystyle {d^{2}\mathbf {r}  \over dt^{2}}=-{GM \over r^{3}}\mathbf {r} }
es pot obtenir l'equació geodèsica per a la separació de dues partícules en trajectòries properes
{\displaystyle {d^{2}\mathbf {h}  \over d\tau ^{2}}+R\mathbf {h} =0}
i l'equació de camp
{\displaystyle R=R_{\perp }={GM \over {c^{2}r^{3}}}={4\pi G \over {3c^{2}}}\rho (r)}
si la separació de partícules és perpendicular a {\displaystyle \mathbf {r} } i
{\displaystyle R=R_{\|}=-{2GM \over {c^{2}r^{3}}}=-{8\pi G \over {3c^{2}}}\rho (r)}
si la separació és paral·lela a {\displaystyle \mathbf {r} }. En el càlcul de {\displaystyle R_{\|}} el radi es va ampliar en termes de {\displaystyle \mathbf {h} }. Només es va conservar el terme lineal.
En el cas que la separació de la partícula sigui radial, la curvatura és negativa. Això farà que les partícules es separin en lloc de ser atregudes les unes cap a les altres com en el cas en què tenen el mateix radi. Això és fàcil d'entendre. Les òrbites exteriors viatgen més lentament que les òrbites interiors. Això condueix a la separació de partícules.

## Descripció del tensor

### Marc diagonal simple
L'equació geodèsica en un camp gravitatori radial es pot descriure succintament en notació tensoral al marc co-moving en què el sostre de la nau espacial es troba al {\displaystyle \mathbf {\hat {r}} } direcció
{\displaystyle {d^{2}h^{i} \over ds^{2}}+R_{j}^{i}h^{j}=0}
on els índexs llatins estan sobre les direccions espacials en el sistema de co-moving, i hem utilitzat la convenció de suma d'Einstein en la qual es sumen els índexs repetits. El tensor de curvatura {\displaystyle R_{j}^{i}} està donat per
{\displaystyle {\begin{Vmatrix}R_{1}^{1}&R_{1}^{2}&R_{1}^{3}\\R_{2}^{1}&R_{2}^{2}&R_{2}^{3}\\R_{3}^{1}&R_{3}^{2}&R_{3}^{3}\end{Vmatrix}}={\begin{Vmatrix}R_{\perp }&0&0\\0&R_{\perp }&0\\0&0&R_{\|}\end{Vmatrix}}}
i el vector de separació ve donat per
{\displaystyle {\begin{Vmatrix}h^{1}&h^{2}&h^{3}\end{Vmatrix}}={\begin{Vmatrix}\mathbf {h} \cdot \mathbf {\hat {x}} &\mathbf {h} \cdot \mathbf {\hat {y}} &\mathbf {h} \cdot \mathbf {\hat {z}} \end{Vmatrix}}}
on {\displaystyle \mathbf {h} \cdot \mathbf {\hat {x}} } és el component de {\displaystyle \mathbf {h} } en el {\displaystyle \mathbf {\hat {x}} } direcció, {\displaystyle \mathbf {h} \cdot \mathbf {\hat {y}} } és el component de la {\displaystyle \mathbf {\hat {y}} } direcció, i {\displaystyle \mathbf {h} \cdot \mathbf {\hat {z}} } és el component de la {\displaystyle \mathbf {\hat {z}} } direcció.

Línia mundial d'una òrbita circular al voltant de la Terra representada en dues dimensions espacials X i Y (el pla de l'òrbita) i una dimensió temporal, normalment posada com a eix vertical. Tingueu en compte que l'òrbita al voltant de la Terra és (gairebé) un cercle a l'espai, però la seva línia del món és una hèlix en l'espai-temps.

La relativitat general generalitza l'equació geodèsica i l'equació de camp al regne relativista en què les trajectòries a l'espai són substituïdes per línies del món en l'espai-temps. Les equacions també es generalitzen a curvatures més complicades.